# Corvette (игра)
Corvette — гоночная видеоигра 2003 года, разработанная студиями Steel Monkeys в Глазго и Минске, в которой игроки участвуют в гонках на автомобилях 1950-х годов и открывают автомобили в режиме карьеры для гоночных автомобилей с 1953 по 2003 год. Игроки могут настраивать автомобили в соответствии с их вождением. стиль. В игре присутствуют гаишники и полицейские. Треки происходят из Чикаго и идут в Лос-Анджелеса. Игра была выпущена на Game Boy Advance, Xbox, Windows и PlayStation 2.

## Гоночный формат
Формат гонок для этой игры включает быструю гонку, аркаду и режим карьеры. В режимах «Аркада» и «Карьера» он начинается с Corvette первого поколения в серии гонок. Есть несколько гоночных серий для всех поколений Corvette. По мере того, как игрок выигрывает гонки, он получает незначительные улучшения для своей машины. В конце отрезка этого поколения Corvette он отправляется в гонку один на один по открытой дороге, чтобы выиграть трофей. Если игроки выиграют, это перейдет к следующему поколению и его расам. По завершении геймер разблокирует множество автомобилей, индивидуальные детали и трассы для Быстрые гонки.

## Отзывы
| Сводный рейтинг | Сводный рейтинг |
| Агрегатор       | Оценка          |
| --------------- | --------------- |
| GameRankings    | 51,41 %         |